# Бетера
Бетера (валенс. Bétera, ісп. Bétera) — муніципалітет в Іспанії, у складі автономної спільноти Валенсія, у провінції Валенсія. Населення — 21 220 осіб (2010).

## Географія
Муніципалітет розташований на відстані близько 290 км на схід від Мадрида, 13 км на північ від Валенсії.
На території муніципалітету розташовані такі населені пункти: (дані про населення за 2010 рік)
- Ель-Баро: 446 осіб
- Бетера: 12938 осіб
- Ла-Малья: 601 особа
- Мальяетес: 1134 особи
- Масія-Арналь: 178 осіб
- Провіденсія: 2618 осіб
- Мас-Камарена: 3305 осіб

## Демографія
Динаміка населення (INE ):

## Галерея зображень

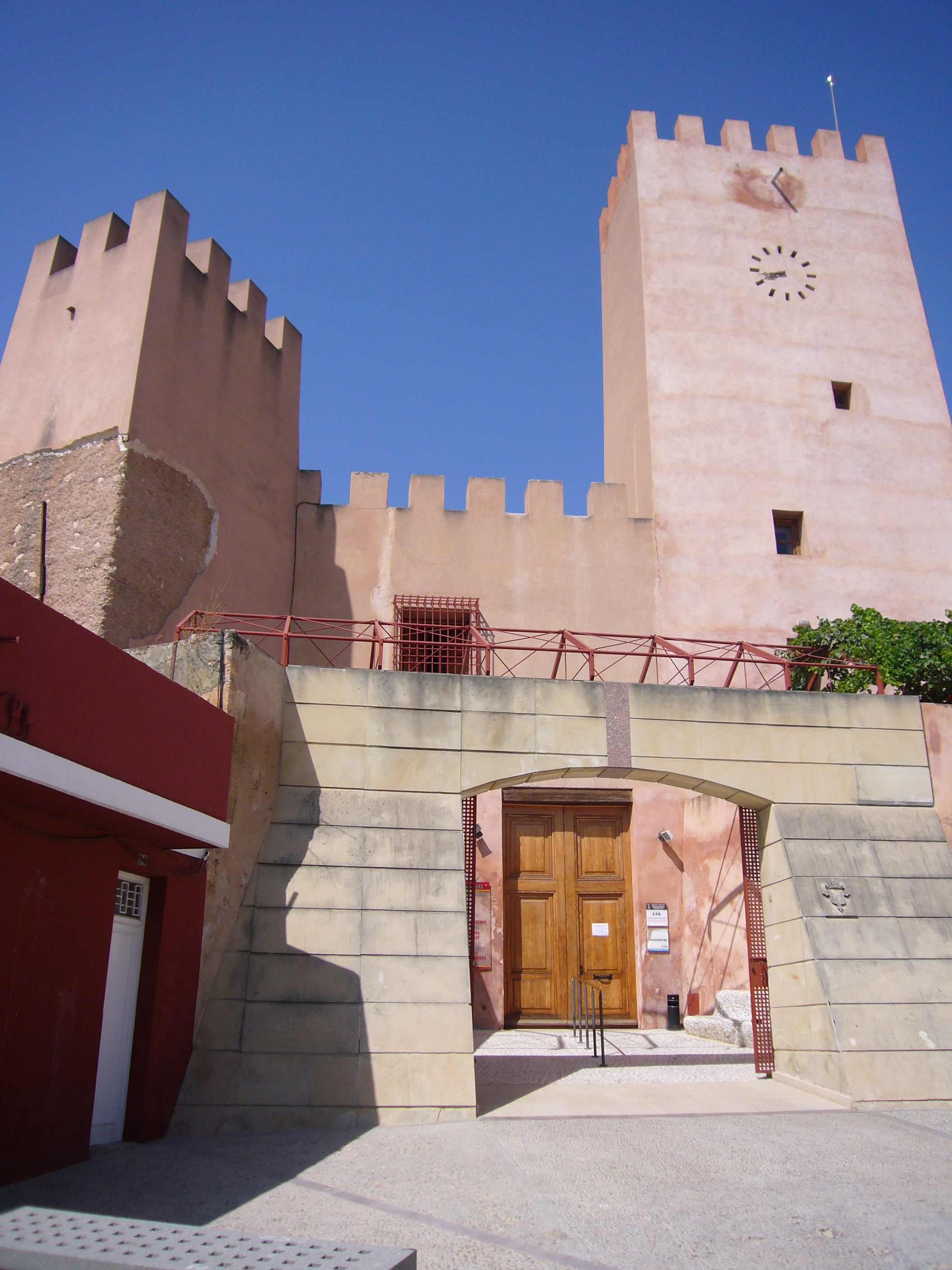
Бетера, замок у 2008 році
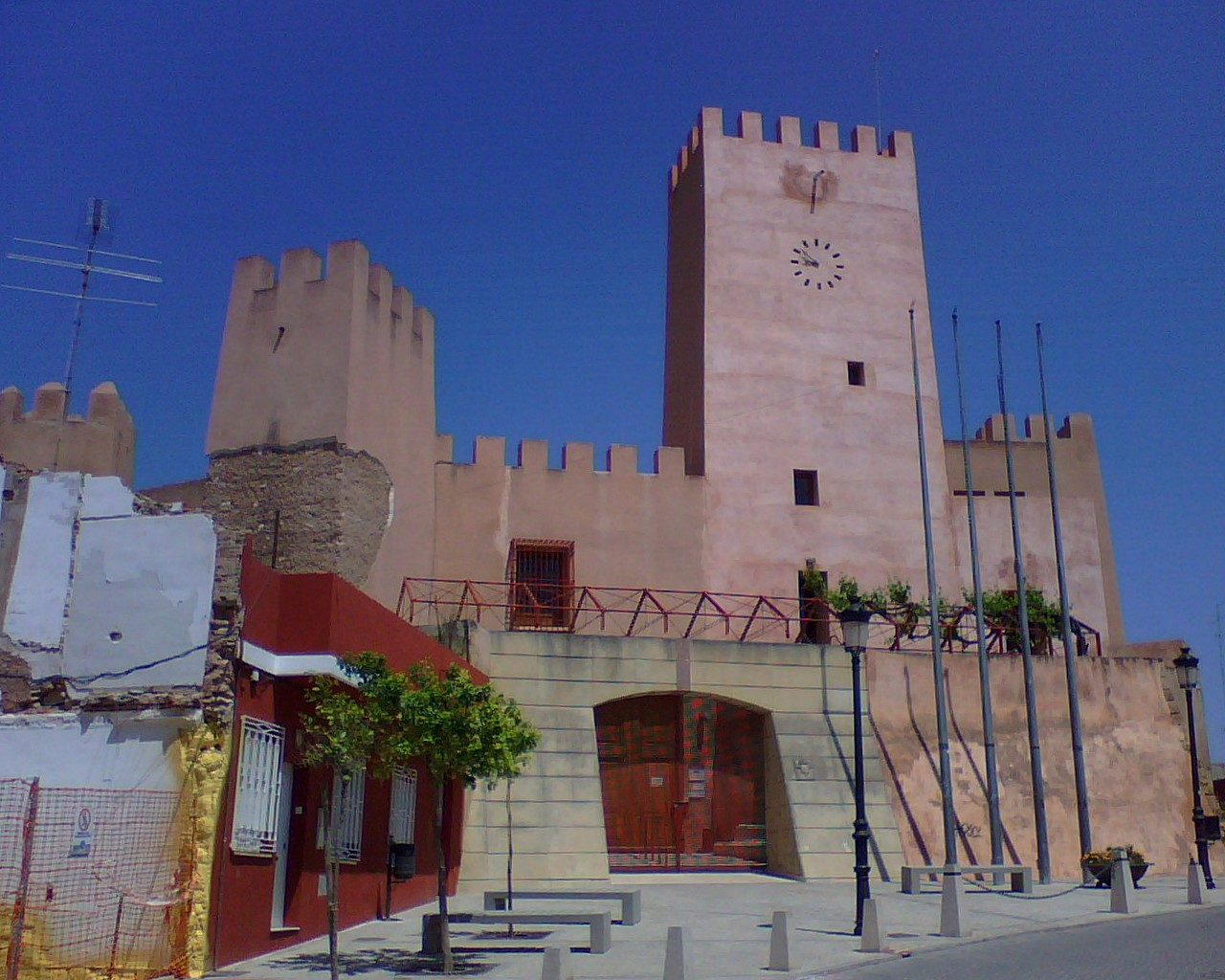
Замок Бетери
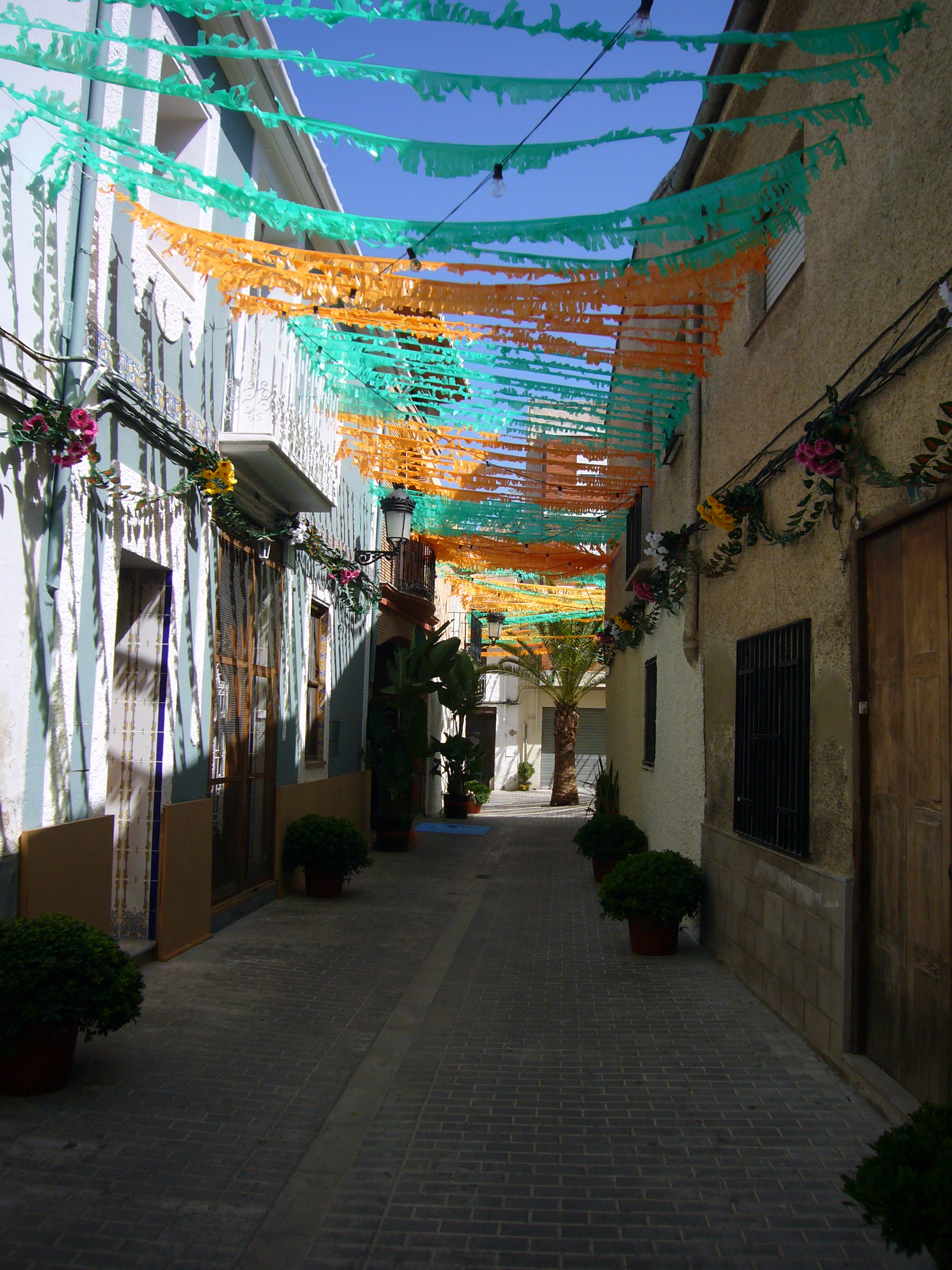
Вулиця міста
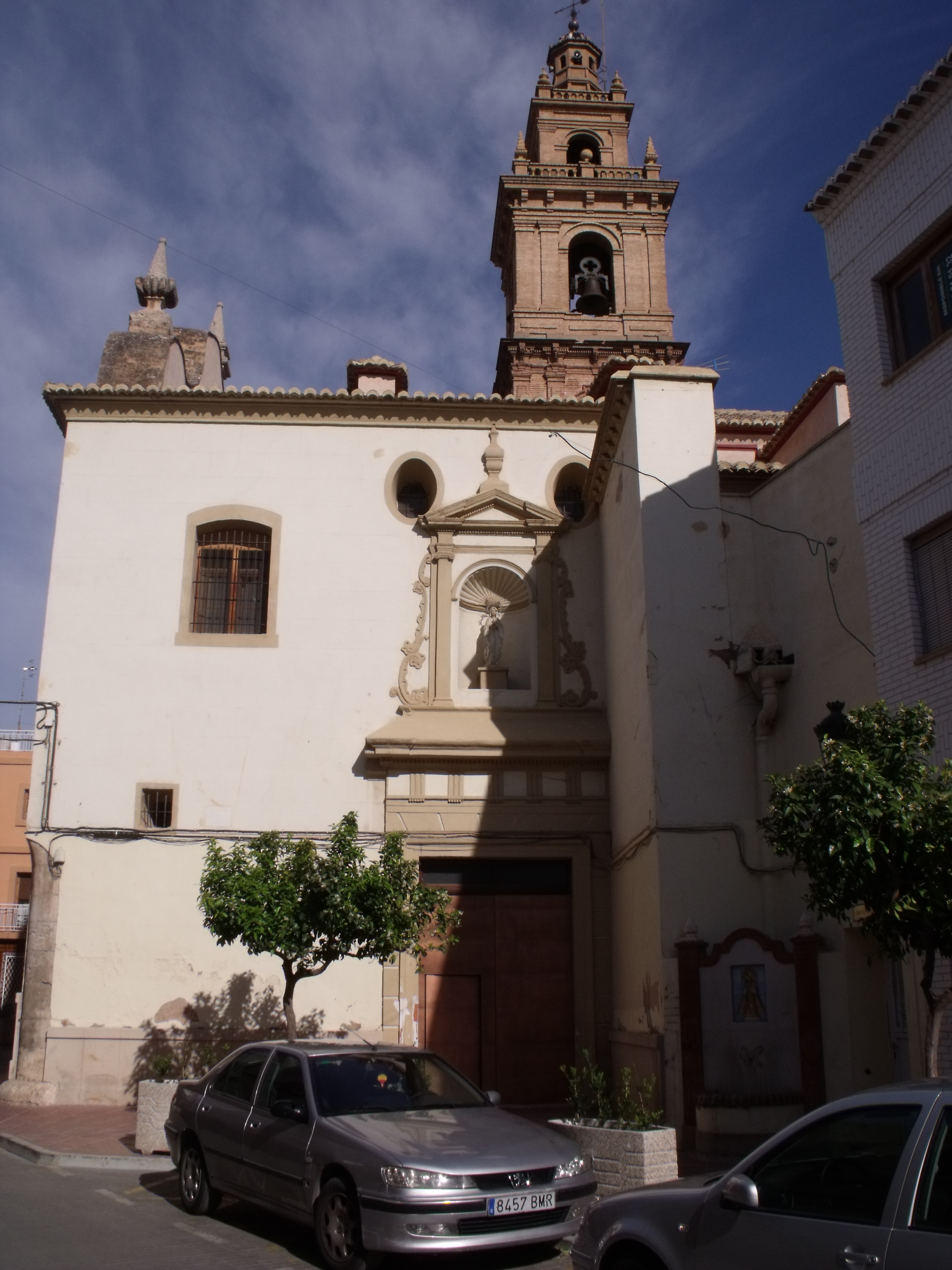
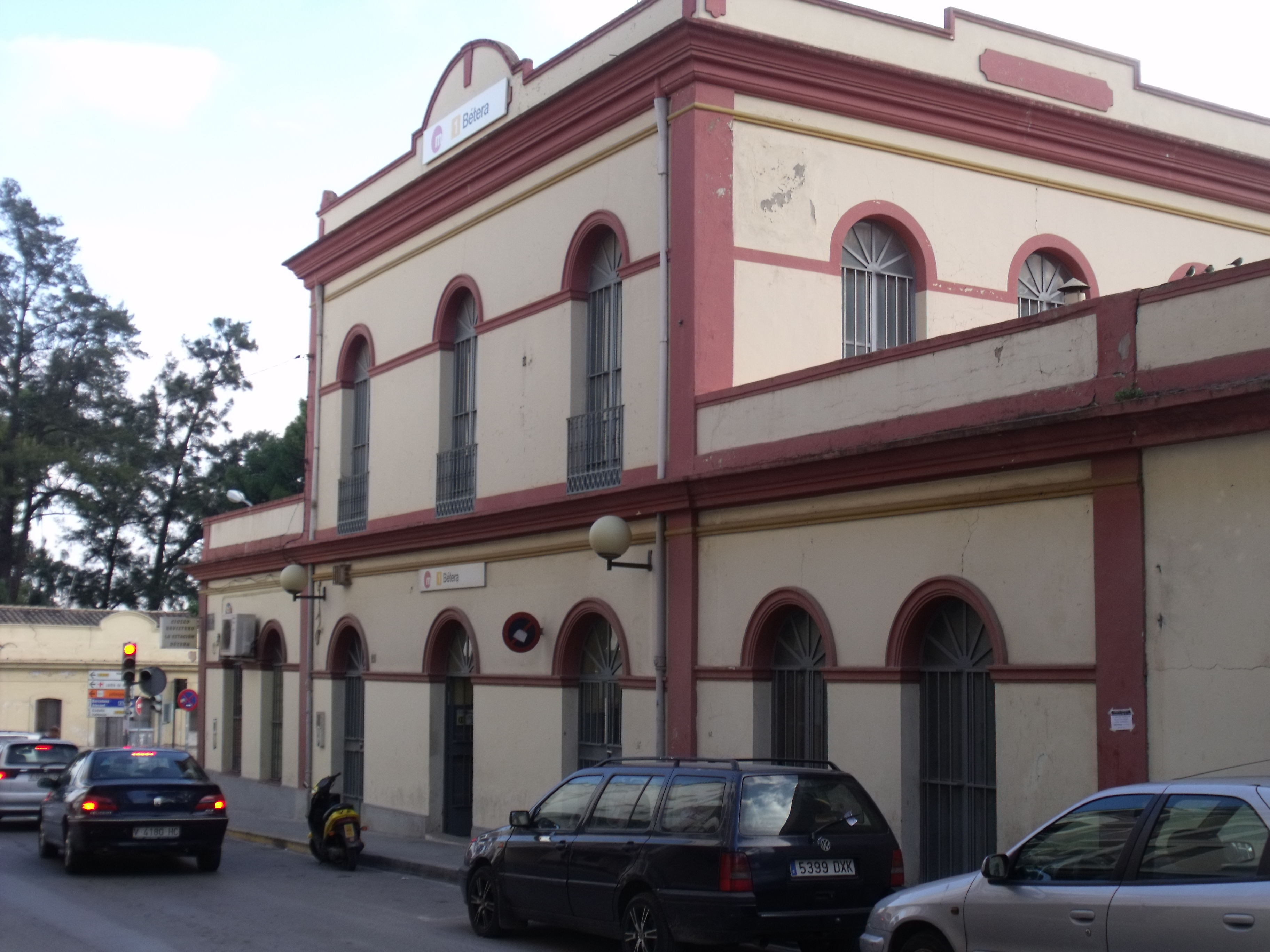
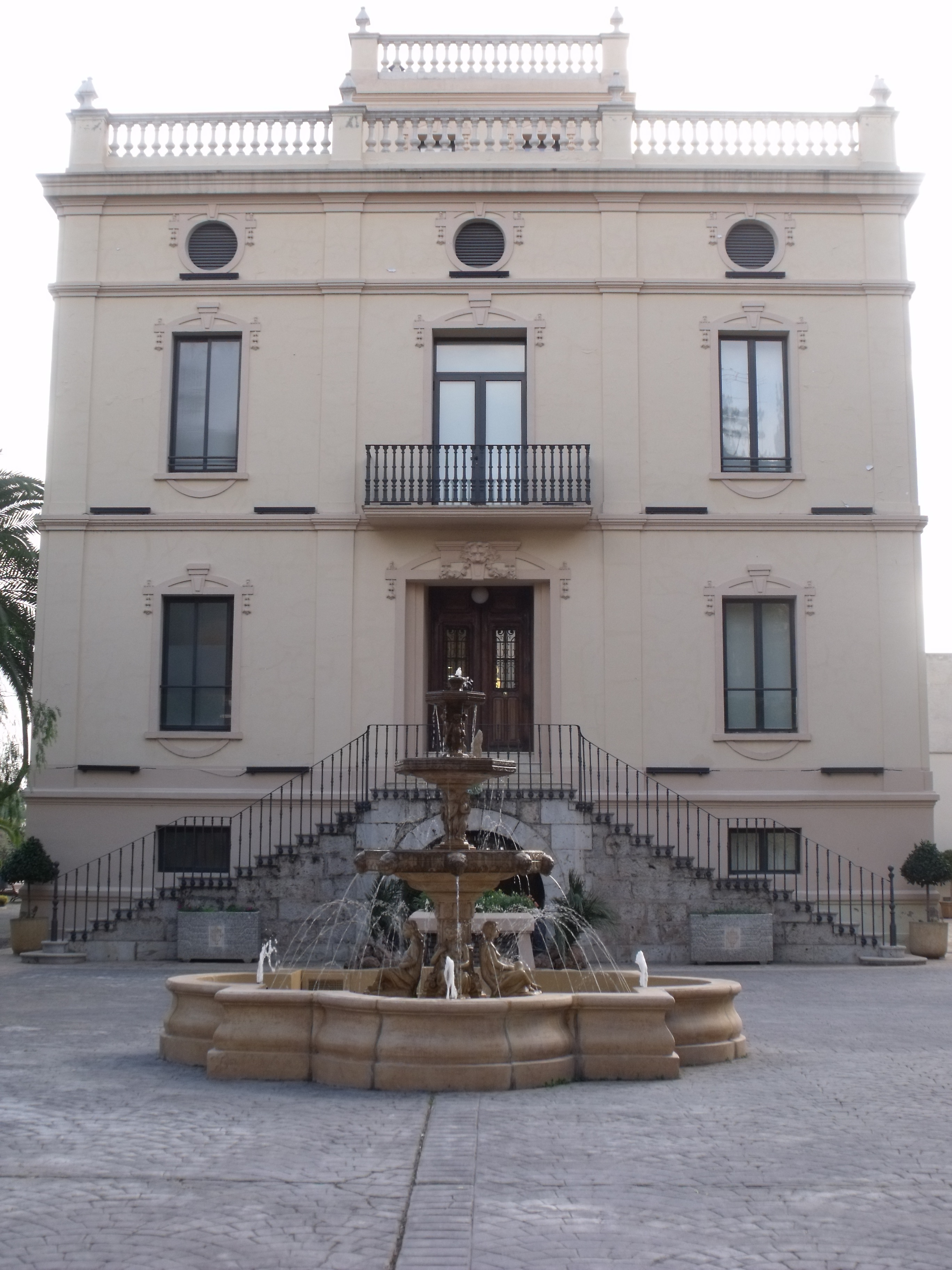
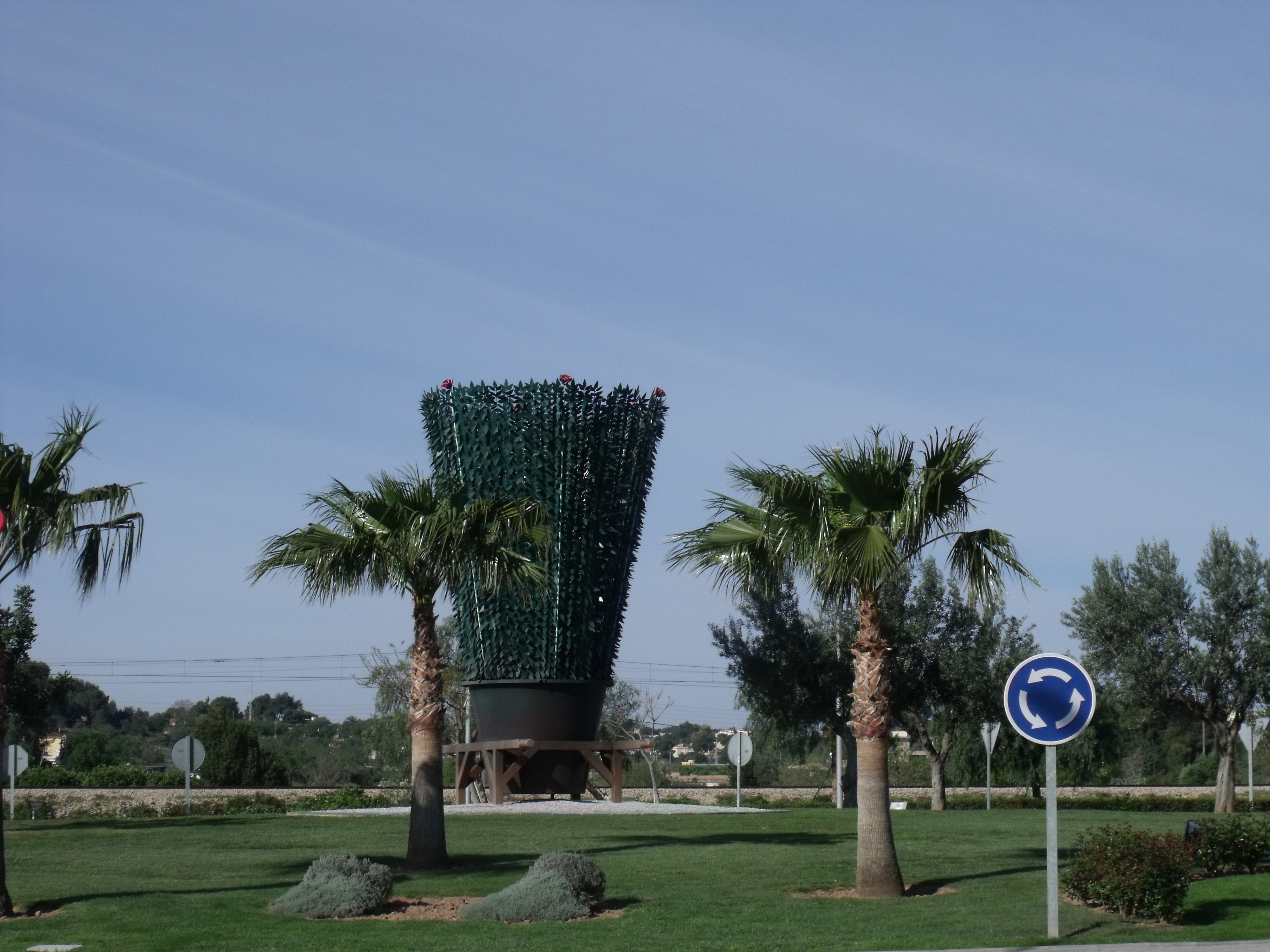
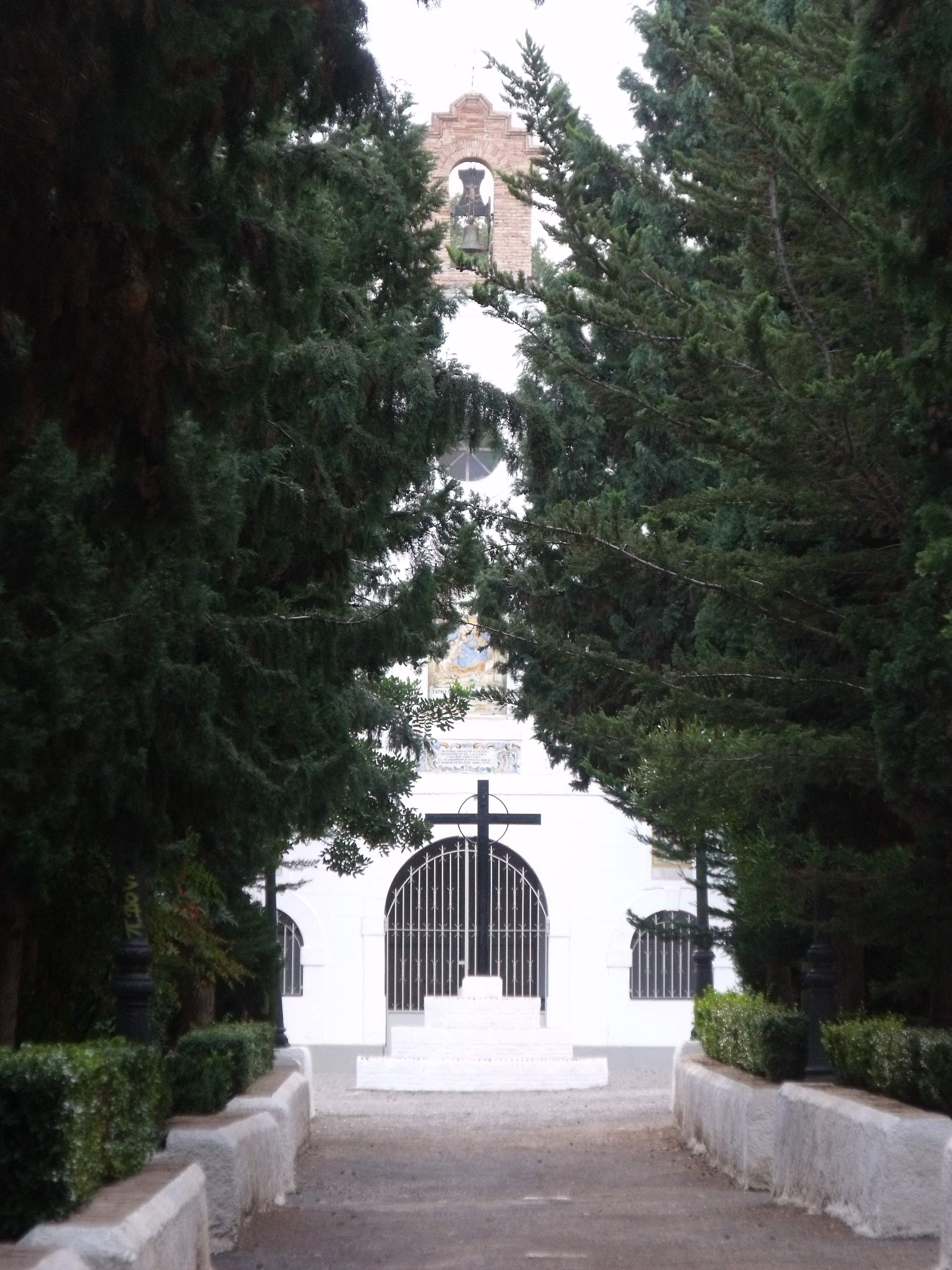